# Les Ovées
Les Ovées, (en néerlandais : Offelken) est un hameau de Tongres-Looz, une commune de la province belge du Limbourg. Le hameau a une superficie de 0,21 km2 et comptait 275 habitants en 2017,. 
Le hameau est situé à environ un kilomètre au sud du centre-ville de Tongres. En raison du développement urbain le long de la N20 et de la route de Russon, Les Ovées est maintenant réuni avec le centre-ville de Tongres. 
Au nord des Ovées, a lieu la séparation entre le Geer et le Vieux Geer. Dans la réserve naturelle De Kevie, à quelques kilomètres à l'est des Ovées, les deux cours d'eau se rejoignent. 

## Étymologie
En 1174, Les Ovées fut mentionnée. Selon le linguiste Jules Herbillon, le nom du hameau vient du latin ad oviculas qui signifie «avec les moutons». Le nom serait une référence à l'élevage ovin qui existait dans la région depuis des siècles. De plus, la route qui relie Les Ovées à la N20 porte encore le nom de Schaapsweide. Une autre explication est recherchée de l' agwjo germanique qui a évolué en ouwe. Cela signifierait alors des terres alluviales fertiles sur un cours d'eau,

## Histoire
Les Ovées faisait partie de la zone de Tongres  avec le statut de liberté urbaine à partir du XIIe siècle, mais la région était probablement un fief de Looz avant cela. À l'époque, il y avait un une chapelle dans le hameau qui dépendait de la paroisse de Notre-Dame de Tongres. Près de cette chapelle se trouvait également une maison de chevalier qui est entrée en possession de l'auberge Saint-Jacques au XIIIe siècle. 
Au début du XIIIe siècle, un conflit éclate entre le duc Henri Ier de Brabant et le prince évêque Hugues de Pierrepont sur la succession du comté de Moha. Après des destructions sans précédent en Hesbaye, Henry I a mené son armée à Tongres en octobre 1213 et a traversé le Geer aux Ovées. Il a pillé la ville et l'a incendiée, mais n'a pas pu capturer l'église fortifiée. Les habitants du Brabant campent alors aux Ovées et assiègent à nouveau la ville le lendemain. 
Cependant, en raison de la forte résistance des habitants de Tongres, Henri I n'a pas réussi à prendre l'église. Il décida de passer à autre chose et sera vaincu à la bataille de Steps peu de temps plus tard, le 13 octobre 1213. 
La taille du hameau est restée limitée au fil des siècles. En 1762, seules cinq maisons ont été dénombrées. En 1795, la ville de Tongres a été abolie et remplacée par une commune cantonale. Contrairement à la plupart des lieux de la liberté de la vieille ville, Les Ovées n'est pas devenue une commune indépendante en 1800, mais le hameau est devenu une partie de la commune de Tongres. 
Les environs des Ovées ne se sont développés qu'après la Seconde Guerre mondiale. Un hippodrome y a été construit le long de la rive du Geer et un quartier résidentiel a été construit à l'est de la route de Russon. 

## Visite touristique
- Hippodrome du Geer, l'un des rares hippodromes de Belgique où des compétitions de trot sont toujours organisées
- Chapelle Saint-Hubert, chapelle baroque, dont les parties les plus anciennes remontent au XIIe siècle

## Nature et paysage
Les Ovées se trouve en Hesbaye sèche. L'altitude varie entre 88 mètres et 98 mètres. Le cœur du hameau se trouve au sud de la branche du vieux Geer. Ce cours d'eau a été construit par l'homme et mesure environ trois kilomètres de long. 
À l'ouest des Ovées se trouve un autre cours d'eau artificiel: le Vloedgracht. Ce canal a été construit pour recueillir l'excès d'eau de pluie et ainsi éviter les inondations. Le Vloedgracht a une longueur d'environ 1,5 kilomètre et s'étend entre la chapelle Saint-Hubert et le Geer à Coninxheim. 
Des prairies avec des plantations de peupliers se trouvent principalement sur les terrains près des différents cours d'eau. Au sud des Ovées, le paysage devient plus ouvert et le sol plus limoneux est adapté à l'agriculture.

## Villages à proximité
Hamal, Coninxheim, Tongres